# Siegfried Rädel
Pour les articles homonymes, voir Rädel.
Siegfried Rädel (né le 7 mars 1893 à Copitz, mort le 10 mai 1943 à Brandebourg) est un homme politique allemand, député du Parti communiste d'Allemagne au Reichstag, résistant au nazisme.

## Biographie
Siegfried Rädel apprend le métier de menuisier et adhère en 1912 au Parti social-démocrate d'Allemagne (SPD). À 20 ans, il devient soldat. Avec son bataillon de pionniers, il connaît quatre années de guerre sur la ligne de front et est blessé deux fois. Il rejoint le Parti social-démocrate indépendant d'Allemagne (USPD) après la guerre et est membre des conseils d'ouvriers et de soldats à Pirna pendant la révolution. En 1919, ses collègues l'élisent président du comité d'entreprise des soieries artificielles de Pirna. Il devient ensuite membre du Parti communiste d'Allemagne (KPD) dès sa fondation.
Il est conseiller municipal de Pirna en 1921 et secrétaire de la section locale du KPD. Au cours de la même année, il est membre du Comité central du KPD et, de 1924 à 1933, député du Reichstag.
Siegfried Rädel est connu pour son soutien aux victimes des inondations de la Gottleuba en 1927 et de la Müglitz entre 1927 et 1932 et pour son engagement en faveur de la construction d'un système de barrage. Les travaux auront lieu après la Seconde Guerre mondiale.
Les efforts de Rädel pour regrouper les forces et les organisations sociales conduisent en 1927 à la création du Syndicat des organisations socio-politiques à l'échelle impériale. Rädel fait partie des délégués allemands du Congrès mondial de la paix en août 1928 à Amsterdam.
Après la prise du pouvoir par Hitler en janvier 1933, Rädel se rend le 7 février 1933 à la réunion illégale du Comité central du Parti communiste à la maison du sport de Ziegenhals à Berlin et doit s'exiler à la fin du mois de décembre 1933. Il va à Prague, en France, en Union soviétique et à Zurich. Une affaire de parti contre lui pour « activité factionnelle » est initiée puis se termine avec une simple réprimande.
La police suisse arrête Rädel fin 1936 avec sa compagne Maria Weiterer, avec qui il vit et travaille depuis 1927. En France, où il est expulsé, le secrétariat du Comité central du KPD, alors basé à Paris, lui confie la direction de l'organisation des émigrés communistes. Siegfried Rädel participe en France à des tentatives pour former un front populaire antifasciste, le cercle Lutetia. Heinrich Mann, Lion Feuchtwanger, Rudolf Leonhard, Leonhard Frank et Paul Merker se rencontrent au sein de ce cercle d'émigrés allemands. Lors de la « Conférence de Berne » du KPD à Draveil, il est élu au Comité Central constitué de 17 membres.
Rädel est arrêté à Paris le 1er septembre 1939 et d'abord détenu à la prison de la Santé avant d'être interné au camp du Vernet. Au printemps 1941, il obtient la nationalité soviétique, mais l’invasion de l'URSS par la Wehrmacht en juin annule l'effet de cette mesure. En novembre 1941, Rädel est transféré avec Franz Dahlem dans la prison de Castres. En août 1942, le régime de Vichy livre Rädel à la Gestapo. À partir du mois d'octobre, dans la prison de Moabit, il est condamné pour haute trahison à la peine de mort par le Volksgerichtshof le 25 février 1943 et décapité le 10 mai 1943 à la prison de Plötzensee.

## Hommages
À l'époque de la RDA, les usines de soie artificielle de Pirna portent le nom de Siegfried Rädel ; elles disparaissent dans les années 1990. Une rue de la ville garde son nom. L'Ullersdorfer Platz à Dresde-Bühlau est renommée Siegfried-Rädel-Platz de 1945 à 1991. Une course commémorative avait lieu à Bad Gottleuba. Le nom de Siegfried Rädel est inscrit sur le Mémorial en souvenir des 96 membres du Reichstag assassinés par les nazis à Berlin.